# 胡戈·多尔海泽
胡戈·多尔海泽（德語：Hugo Dollheiser，1927年9月18日—2017年10月7日），德国男子曲棍球运动员。他曾代表德国、德国联队参加1952年和1956年夏季奥林匹克运动会曲棍球比赛，获得一枚铜牌。